# Noord-Nedersaksisch
Noord-Nedersaksisch of Noordsaksisch is een van de dialectgroepen van het Nedersaksisch. Het Noord-Nedersaksisch wordt in Nedersaksen en andere deelstaten van Duitsland gesproken. Noord-Nedersaksisch is een van de belangrijkste Nederduitse dialecten.

## Subdialecten in Duitsland[1]
- Sleeswijks
- Dithmarsisch
- Oldenburgs
- Holsteins
- Noordhannovers
- Oostfries Nedersaksisch
- Eemslands

## Subdialecten in Nederland
- Gronings

Binnen het Noordsaksisch laten vooral het Gronings en het Oostfries Nedersaksisch een duidelijke Friese substraat zien. Deze dialecten worden ook wel Friso-Saksisch genoemd.